# Mineralización (geología)
En geología, el término mineralización puede referirse a:
- El depósito natural de metales económicamente importantes en la formación de cuerpos de mena o filones por varios procesos. Los primeros estudios científicos de este proceso tuvieron lugar en el condado inglés de Cornualles por J.W.Henwood y más tarde por R.W. Fox.[1]

- El proceso de fosilización por el cual minerales disueltos en agua, como carbonato de calcio (calcita), óxido de hierro (hematite o limonita) o sílice (cuarzo), reemplazan el material orgánico de un organismo que ha muerto y que estuvo enterrado bajo los sedimentos portadores de los minerales que lo han mineralizado.[2]

- El producto resultante del proceso de mineralización anteriormente descrito. Por ejemplo, mineralización (el proceso) puede introducir metales (como hierro) a una roca. Aquella roca entonces puede ser denominada como una mineralización de hierro.